# Joseph François
Pour les articles homonymes, voir François.
Joseph François, né le 6 novembre 1851 à Saint-Josse-ten-Noode et mort à Bruxelles le 19 septembre 1940, est un peintre belge.
Son champ pictural couvre essentiellement les paysages, les marines, les vues portuaires et les scènes de genre. Il est membre du collectif d'artistes L'Essor.

## Biographie

### Famille
Joseph (Charles Joseph) François, né le 6 novembre 1851 rue du Petit village no 21 à Saint-Josse-ten-Noode, est le fils de Jean Louis François (1812-1888), cuisinier, et d'Anne Marie Louise Gruntjes (1821-1899), mariés à Clavier le 6 novembre 1841. Joseph François épouse à Saint-Josse-ten-Noode le 27 septembre 1899 Isidora Jeanne Beclard (née à Bruxelles le 19 juillet 1869). L'un de leurs témoins est le peintre Richard Viandier. Le couple a deux enfants : Suzanne et Henry,.

### Carrière

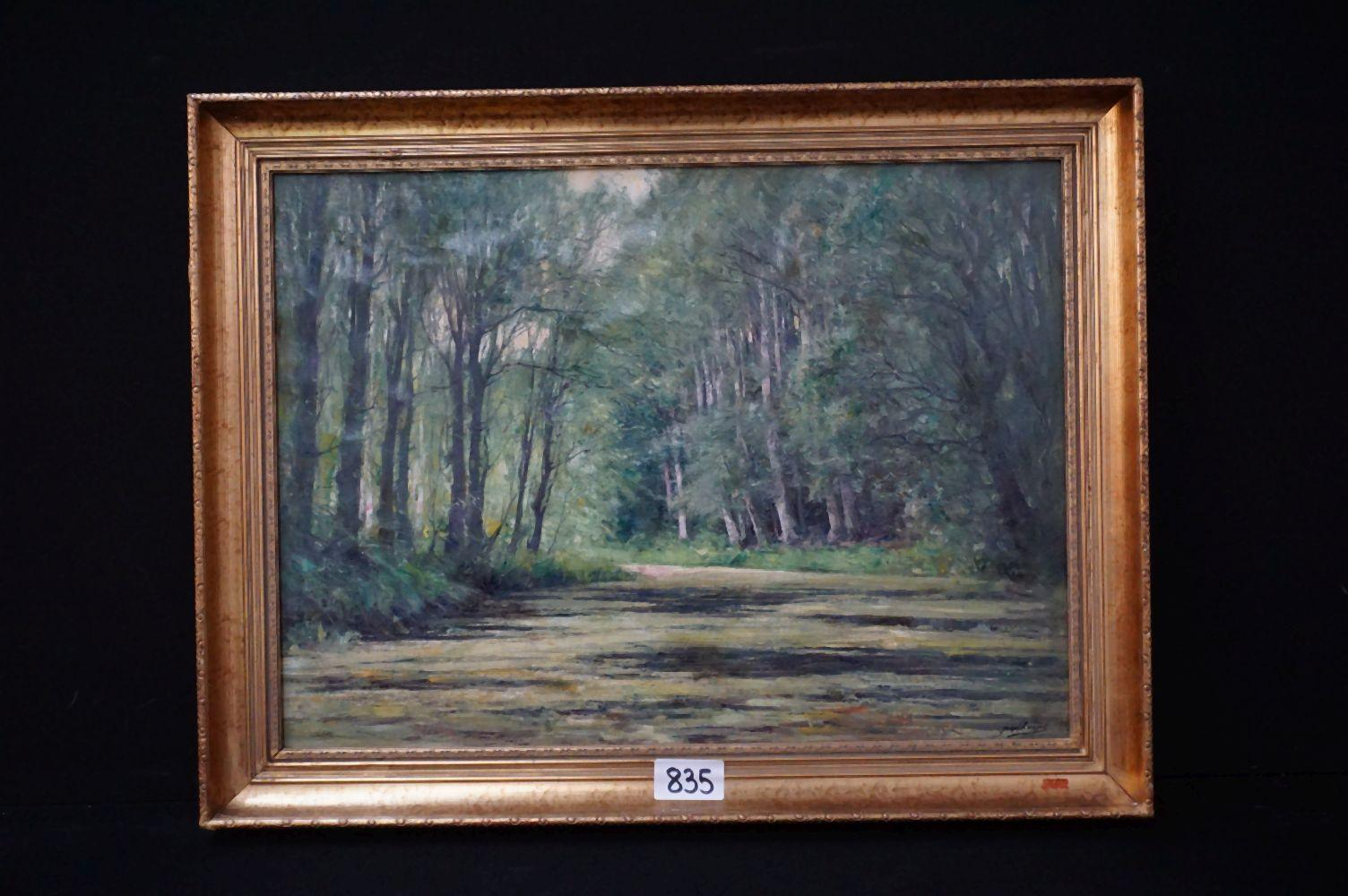
Étang ensoleillé.

La carrière de Joseph François commence au Salon de Bruxelles de 1881, où il envoie Une drève dans la Forêt de Soignes. Il expose ensuite à de nombreux salons triennaux belges et, à partir de 1885, aux expositions du cercle artistique L'Essor, dont il est membre. En 1913, grâce à son tableau Fin d'une journée d'orage en Campine, il obtient une médaille d'argent au Salon des artistes français.
Le 19 septembre 1940, Joseph François, résidant rue des Confédérés no 56, meurt à l'âge de 88 ans à Bruxelles.

## Œuvre

### Caractéristiques
Le champ pictural de Joseph François couvre essentiellement les paysages, les marines, les vues portuaires et les scènes de genre. Il est influencé, au début de sa carrière, par Hippolyte Boulenger.

Lorsqu'il expose ses œuvres au Cercle artistique et littéraire de Bruxelles en 1909, la comtesse de Flandre visite le salon. Le critique Sander Pierron écrit dans L'Indépendance belge : 

« Le courageux artiste est par excellence le chantre des bois et des landes : les bois soniens et les landes campinoises. Il peint la forêt surtout en automne et en hiver. Il rend ces spectacles sylvestres avec un réel sentiment de solitude dans le crépuscule : Forêt de Soignes, Dans la forêt le soir, où l'humidité monte du sol tandis que descend le voile des ombres nocturnes […]. Parfois, pourtant, c'est la fin de l'été , dans la splendeur d'un jour ensoleillé qui dore les feuilles et fait, dans le frais clair-obscur du sous-bois, plus somptueusement émeraudés les troncs rugueux. C'est ce que nous voyons dans L'Allée de hêtres, une page d'un coloris puissant, auquel François ne nous a pas accoutumés […]. 
Les landes aussi, Joseph François les traduit de préférence, aux époques de l'année, aux heures du jour où leur aspect s'assombrit dans les nuances fauves des saisons qui s'achèvent et des nuits qui descendent. C'est ce qui fait l'attirance de son superbe Chemin en Campine que nous louâmes l'an passé au Salon d'Anvers. Une poésie plus intense règne dans le Temps orageux en Campine, où le ciel aussi a une physionomie impressionnante et qui a quelque chose du sentiment attirant de Théodore Verstraete. Chez François, l'accent manque souvent, et par conséquent le style. On aimerait que les bois et les landes fussent plus personnels […]. 
Ces derniers temps, François a abordé un troisième thème : la mer. Il ne semble pas devoir y réussir aussi bien que dans les deux autres ; il voit les eaux de manière trop sage, trop aimable, et ne songe pas à saisir leur tragique et leur mystère. Cependant, la Petite barque de pêche démontre - car c'est une étude vigoureuse - que Joseph François sait, quand il le veut, mettre de la robustesse dans les sites qui le requièrent. »

### Expositions triennales belges
- Salon de Bruxelles de 1881 : Une drève de la Forêt de Soignes[6].
- Salon d'Anvers de 1882 : Dans le bois[7].
- Salon de Gand de 1883 (XXXIIe) : Lisière de bois. Soir. Environs de Bruxelles et Impressions et études[8].
- Salon de Bruxelles de 1884 :
- Salon de Gand de 1886 (XXXIIIe) : Chemin dans la forêt, à Groenendael, temps gris[9].
- Salon de Bruxelles de 1887 : Hiver à Boitsfort, Le Dunnberg à Groenendael ; fin d'automne et Chemin creux ; environs de Bruxelles[10].
- Salon d'Anvers de 1888 : Hiver[11].
- Salon de Gand (XXXIVe) de 1889 : Crépuscule, Forêt de Soignes et Le Ruisseau ; soir, en mai[12].
- Salon de Bruxelles de 1890 : Les Dunes de Calmpthout.
- Salon d'Anvers de 1891 : Crépuscule ; fin d'automne et Soleil couchant à marée basse[13].
- Salon de Gand (XXXVe) de 1892 : Environs de Bruxelles (deux peintures)[14].
- Salon de Bruxelles de 1893 : Fin octobre et Automne[15].
- Exposition universelle de 1894 à Anvers : Site aux environs de Bruxelles[16].
- Salon de Gand (XXXVIe) de 1895 : Carrière à Quenast, Chemin creux et Site dans la Forêt de Soignes[17].
- Salon de Bruxelles de 1897 : Clair de lune (Forêt de Soignes'[18].
- Salon d'Anvers de 1898 : Site aux environs de Bruxelles[19].
- Salon de Gand (XXXVIIe) de 1899 : L'Yvoigne et Coupe dans la Forêt de Soignes[20].
- Salon de Bruxelles de 1900 : Ruisseau sous bois en Ardenne, Crépuscule (Forêt de Soignes)[21].
- Salon de Bruxelles de 1903 : Chemin sablonneux[22].
- Salon de Bruxelles de 1907 : Marais en Campine et Soleil couchant dans les dunes[23].
- Salon d'Anvers de 1908 : Chemin en Campine[5].
- Salon de Bruxelles de 1914 : En Wallonie[24].

### Galerie

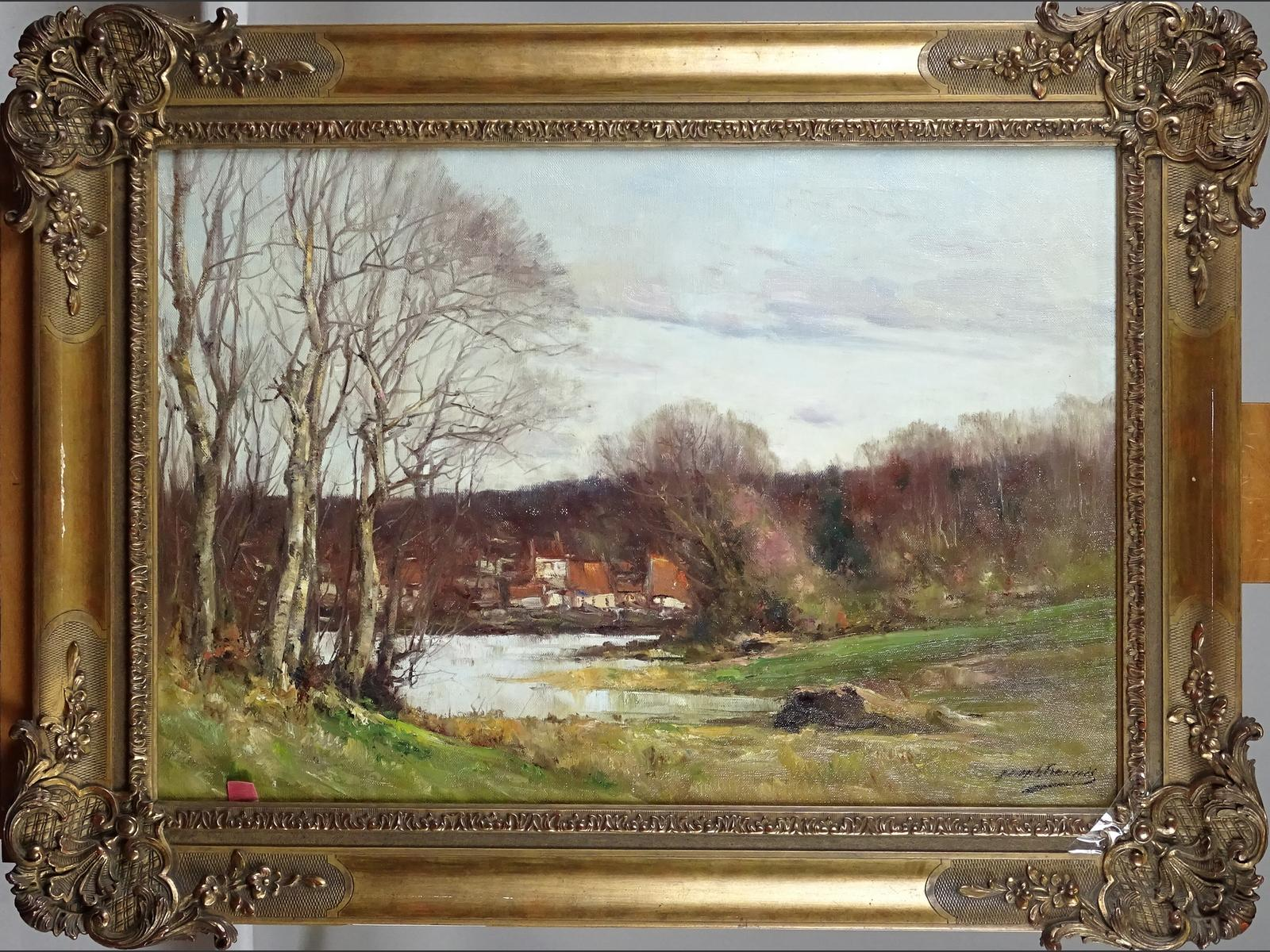
Paysage.
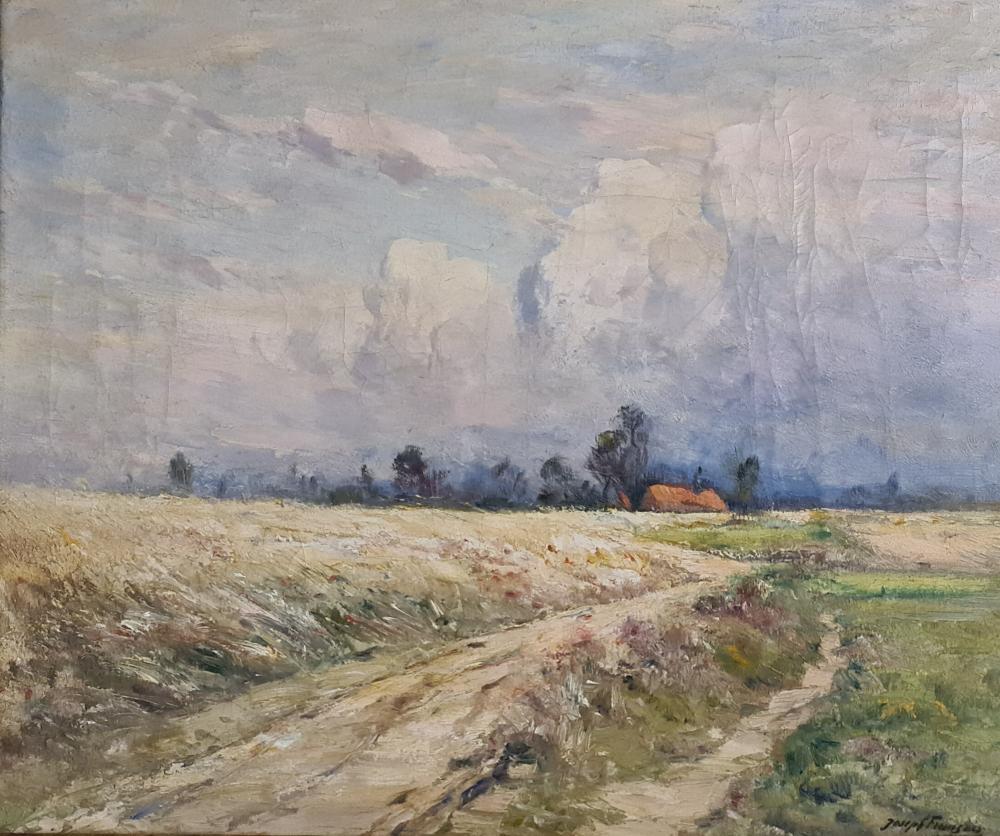
Ciel orageux sur la campagne.
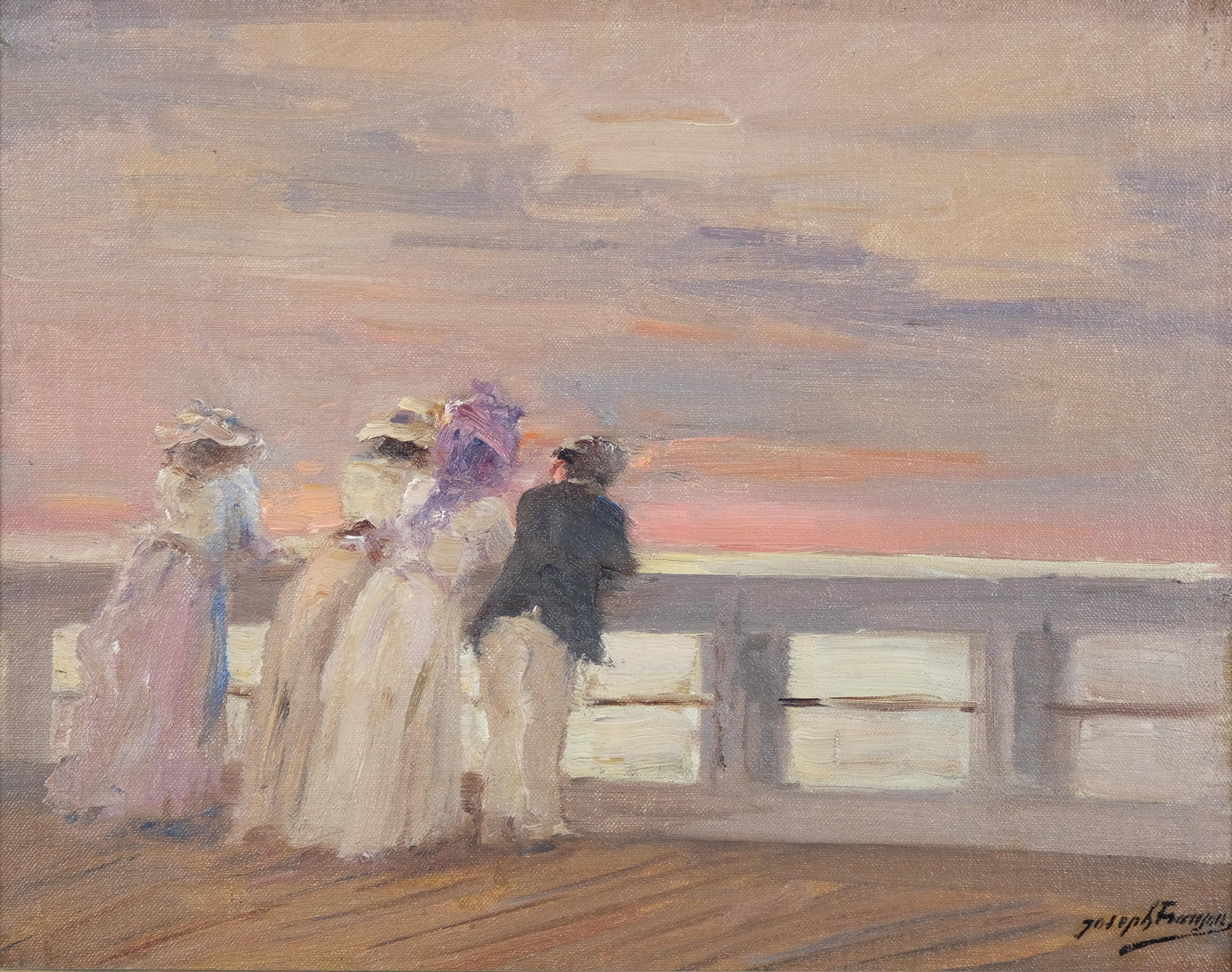
En regardant le coucher de soleil sur la jetée.
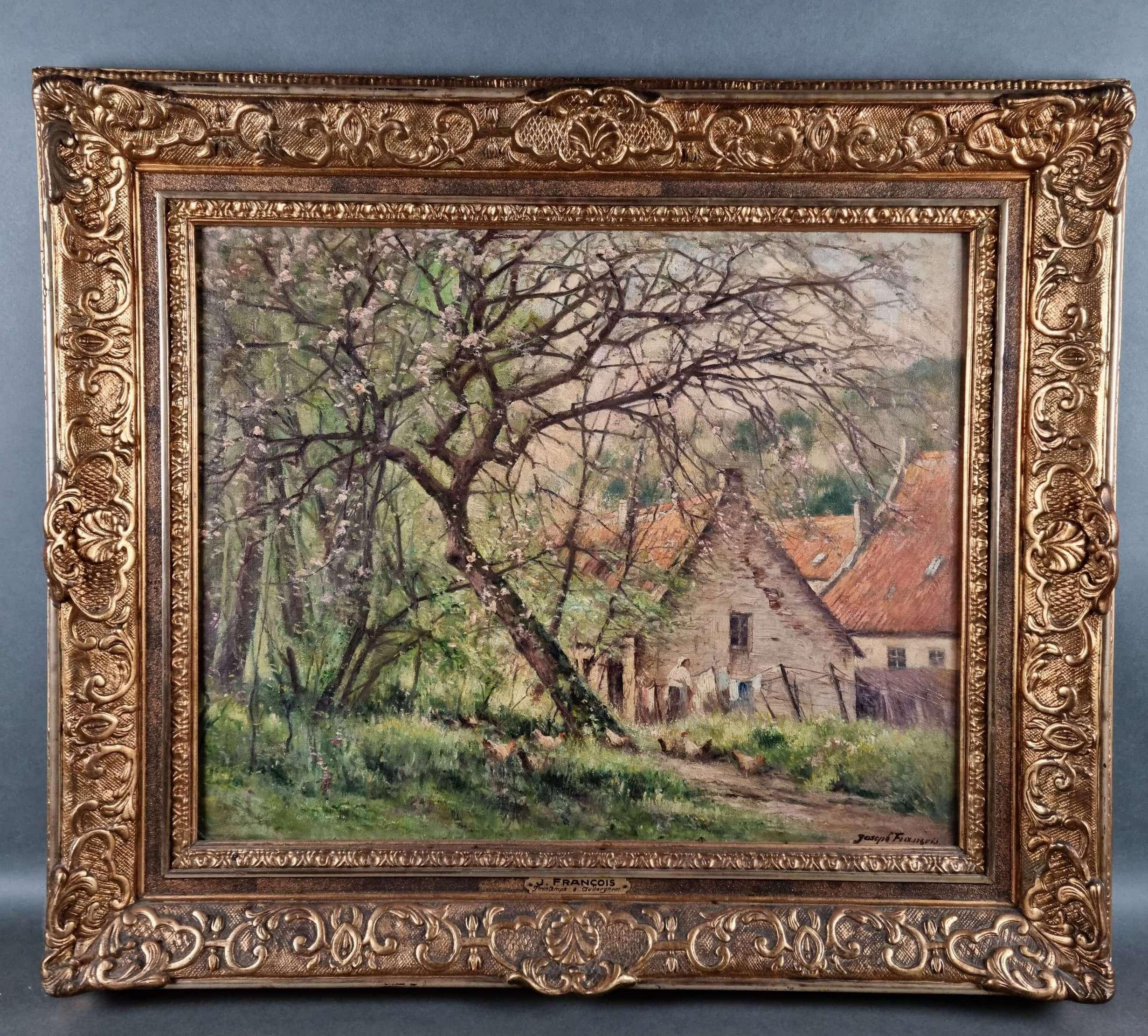
Printemps à Auderghem.